# حسین عمومی
حسین عمومی(زاده ۱۳۲۳ اصفهان) نوازنده برجسته ساز نی و آهنگساز و پژوهش‌گر و مدرس برجسته موسیقی ایرانی و نیز دارای مدرک دکترای معماری است.

## زندگی
حسین عمومی در سال ۱۳۲۳ در اصفهان متولد شد. ابتدا از پدرش درس‌هایی از ردیف موسیقی سنتی را آموخت و سپس مسحور نوازندگی استاد حسن کسائی شد و در سن چهارده سالگی شروع به نواختن نی کرد. سپس در سال ۱۳۴۷ به محضر این استاد بزرگ شتافت. همزمان نیز نزد استاد محمود کریمی به آموختن ردیف آوازی مشغول شد. با کسب مهارت بالا در نواختن ساز نی و همچنین آواز به اجرا و ضبط برنامه‌هایی برای رادیو و تلویزیون ایران پرداخت. وی در مرکز حفظ و اشاعه موسیقی، هنرستان موسیقی و دانشکده هنرهای زیبا به آموزش مشغول شد. در سال ۱۳۶۳ وطن را ترک کرد و فعالیت‌های هنری‌اش را در سراسر اروپا و ایالات متحده آمریکا پی گرفت. در فرانسه و به دعوت مرکز مطالعات موسیقی شرقی انستیتوی موسیقی‌شناسی پاریس، سوربن به تدریس موسیقی ایرانی در آن مرکز مشغول شد. وی همچنین در دانشگاه کالیفرنیا و نیز دانشگاه واشینگتن در سیاتل به تدریس موسیقی ایرانی پرداخت.
حسین عمومی دانش‌آموخته معماری از دانشگاه شهیدبهشتی بود و دارای دکترای معماری از دانشگاه فلورانس. وی به عنوان پروفسور (مسیح پروفسور) در دانشکدهٔ موسیقی دانشگاه کالیفرنیا، ارواین به تدریس موسیقی ایرانی می‌پردازد.

## آلبوم‌ها
- آلبوم تکنوازی نی (۱۳۷۲)
- آلبوم The Song of Nay، جلد اول تکنوازی همراه با مجید خلج و جلد دوم به همراه آواز سیما بینا، مجید درخشانی و مجید خلج
- DE BEAUX LENDEMAINS
- آلبوم شرح عشق (اصفهان) به همراه آواز پریسا و تمبک و دف پژمان حدادی
- آلبوم شرح عشق (نوا) به همراه آواز پریسا و تمبک و دف پژمان حدادی
- آلبوم سرمست به‌همراه مجید خلج
- آلبوم چهارگاه ـ بیات ترک (۱۳۸۰) به‌همراه حسین علیزاده و محمد قوی‌حلم
- آلبوم نی هزار آوای عشق (۱۳۸۰) به‌همراه مجید خلج
- آلبوم آتش عشق (۱۳۸۹) به‌همراه کیا طبسیان و ضیا طبسیان
- آلبوم آثاری از استاد ابوالحسن صبا (۱۳۸۹)

## حسین عمومی و مکتب اصفهان
حسین عمومی خود را مدیون مکتب اصفهان می‌داند و اصولاً شیوه نی‌نوازی به طوری که نی بین دندان‌ها قرار می‌گیرد و صدا در درون دهان تولید می‌شود را متعلق به مکتب اصفهان می‌داند. چراکه تمامی نوازندگان برجسته این ساز از ابتدایی‌ترین آن‌ها یعنی نایب اسدالله نی‌زن اصفهانی و سپس استاد حسن کسانی و شاگردانش نظیر حسین عمومی، همگی اصفهانی بوده‌اند.

## ابتکارات و نوآوری‌ها
حسین عمومی با ایجاد حلقه‌ای برنجی روی نی و چرخاندن آن هنگام نوازندگی قابلیت ایجاد چند ربع پرده را در نی به وجود آورده‌است و بدین ترتیب قابلیت این ساز را وسعت بخشیده‌است. وی همچنین با ایجاد طوقه‌ای در دور پوست تمبک و قرار دادن دسته‌ای در پشت آن امکان کوک کردن این ساز ضربی و همچنین تغییر کوک در هنگام نواختن را برای نوازنده ایجاد کرده‌است. وی همچنین مشغول تجربیاتی در زمینه کوک کردن ساز دف است. نوازندگانی نظیر مجید خلج، پژمان حدادی، ضیا طبسیان و غیره از تمبک کوکی در نواخته‌هایشان استفاده کرده‌اند که این کار باعث گفتگویی راحت‌تر میان ساز همراه تمبک و خود تمبک می‌شود